# Josep Minguell i Ribes
Josep Minguell i Ribes   (Guimerà, 1943) és un actor lleidatà. Ha treballat en sèries, pel·lícules i obres de teatre.

## Biografia
Llicenciat en Art Dramàtic a l'Institut del Teatre de Barcelona. Estudis de cant amb Roy Hart a Londres. Becat por l'INAEM, assisteix a classes d'interpretació amb Ernie Martin i al H.B.Studio de Nova York, on el conviden al Actor's Studio. Membre fundador del Teatre Lliure i també de Teatre Bis i Teatre de Calaix, companyies en les que ha treballat com actor i director d'escena. D'entre les més de quaranta obres en les quals ha participat destaquen L'escola dels bufons, de Ghelderode; Roses roges per a mi, de Sean 0'Casey; La cacatua verda, de Schintzler; Mahagony, de Brecht; Edip Rei de Sòfocles; Sonata a Kreutzer, de Tolstoi; La Tempestat i Molt soroll per a no res, de Shakespeare; Mort accidental d'un anarquista de Darío Fo; L'ansietat del guardaespatlles de Javier Maqua; Espectres, d'Ibsen; El botí de Joe Orton; Les tres germanes,de Txèkhov; Oleanna de David Mamet; Casa de nines d'Ibsen; Pigmalió, de Bernard Shaw; El Gran Inquisidor, de Dostoievski; Els nois d'història, d'Alan Bennett; Senzillament complicat de Thomas Bernhard i La gavina de Txékhov, entre d'altres. Guardonat amb els premis Ciutat de Barcelona de Teatre 1981 per Mort accidental d'un anarquista; l'Artur Carbonell del Festival Internacional de Sitges 1986 per El fetitxista; i de l'Associació d'Espectadors de Reus 1991 per El Camí de la Meca.